# Brighton International 1989
Il Brighton International 1989 è stato un torneo femminile di tennis giocato sul sintetico indoor. È stata la 12ª edizione del Brighton International, che fa parte della categoria Tier III nell'ambito del WTA Tour 1989. Si è giocato a Brighton in Gran Bretagna, dal 23 al 29 ottobre 1989.

## Campionesse

### Singolare
Steffi Graf ha battuto in finale  Monica Seles con il punteggio di 7–5, 6–4

### Doppio
Katrina Adams /  Lori McNeil hanno battuto in finale  Hana Mandlíková /  Jana Novotná con il punteggio di 4–6, 7–6, 6–4